# 강예서
강예서(姜睿序, 2005년 8월 22일~)는 대한민국의 걸 그룹 MADEIN의 멤버이다.
2010년 큐티엘 디지털 싱글 〈큐티 캐롤〉로 데뷔했고, 프리티(Pritti), 버스터즈, Kep1er의 멤버로 활동했다.

## 학력
- 포리초등학교 (졸업)
- 은계중학교 (졸업)
- 리라아트고등학교 영상음악콘텐츠학과 (졸업)
- 동국대학교 예술대학 연극학과 (재학)

## 출연작

### TV 드라마
- 2010년 MBC 《황금물고기》 - 문서연 역
- 2010년 SBS 《웃어요, 엄마》 - 신유라 역
- 2011년 KBS 《브레인》 - 최루비 역
- 2012년 KBS 《대왕의 꿈》 - 연화 역
- 2012년 MBC 《천사의 선택》 - 최초롱 역
- 2013년 JTBC 《가시꽃》 - 예지 역
- 2019년 TVN 《어비스》 - 장희진/오수진 아역
- 2019년 JTBC 《검사내전》 - 양은정 역
- 2020년 KBS  《바람피면 죽는다》- 강여주 아역

### 영화
- 2013년 《7번방의 선물》 - 최지영 역

### 방송
- 2021년 《Girls Planet 999》- 참가자 (데뷔)